# Deppea amaranthina
Deppea amaranthina är en måreväxtart som beskrevs av Paul Carpenter Standley och Julian Alfred Steyermark. Deppea amaranthina ingår i släktet Deppea och familjen måreväxter. Inga underarter finns listade i Catalogue of Life.